# Diamanty jsou věčné

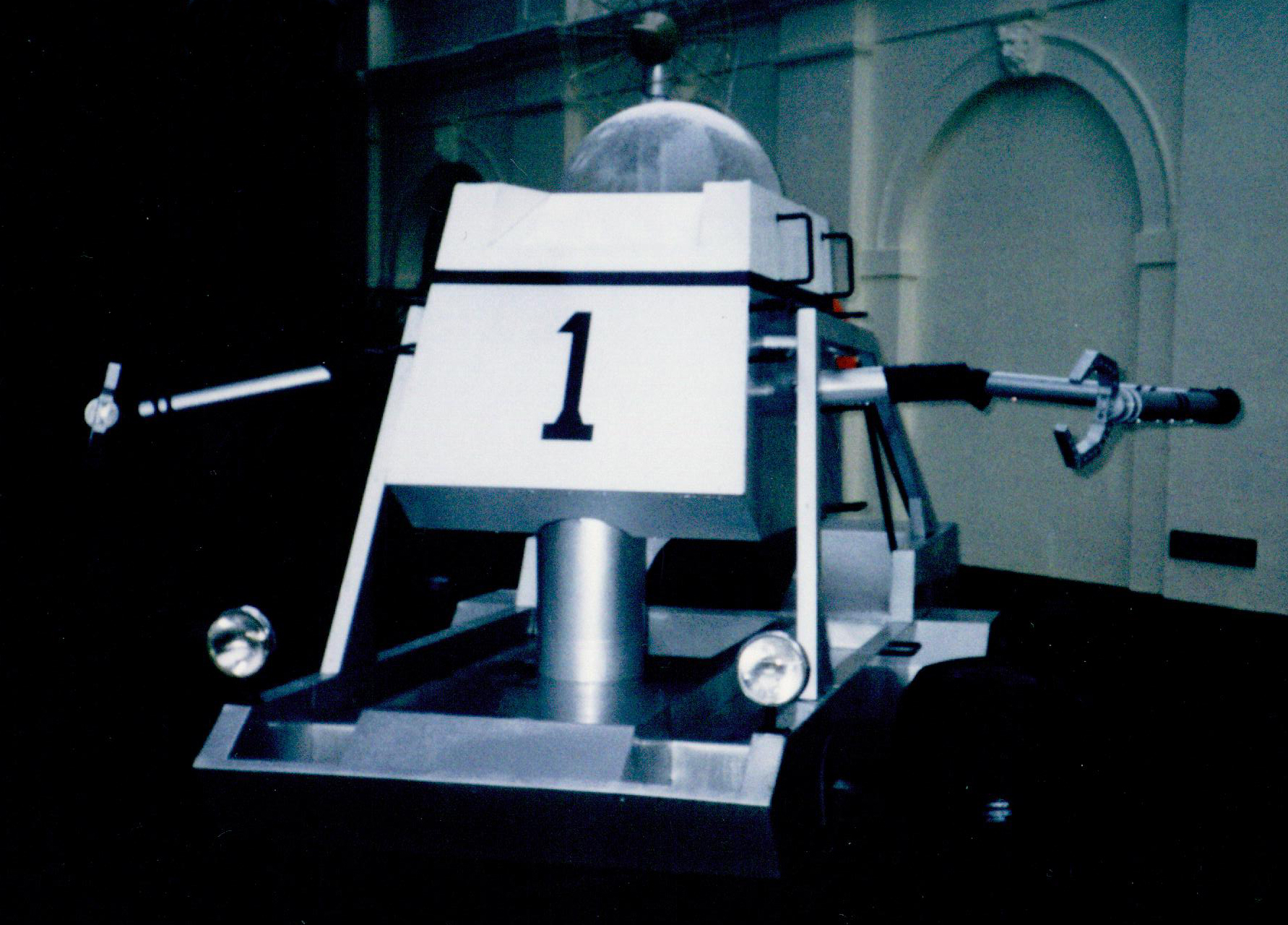
Měsíční vozík, jeden z dějotvorných prvků

Diamanty jsou věčné je v pořadí sedmý film o Jamesi Bondovi z roku 1971, velice volná adaptace čtvrtého románu spisovatele Iana Fleminga o této postavě z roku 1956. Pro Seana Conneryho to byl šestý a poslední film v oficiální sérii, kde si zahrál Bonda, v roce 1983 si ovšem znovu 007 zahrál v neoficiální bondovce Nikdy neříkej nikdy.

## Děj
Bond právě úspěšně splnil zadaný úkol – zabít Ernsta Blofelda. V Londýně ho ale čeká další případ, protože z jihoafrických dolů kdosi ukradl velké množství diamantů. Bond pronikne do blízkosti pašeráků vzácných kamenů a také dvou zabijáků, jejichž zaměstnavatele musí odhalit. Na svou stranu získává půvabnou Tiffany Case.

## Osoby a obsazení
- James Bond — Sean Connery
- M — Bernard Lee
- Moneypenny — Lois Maxwell
- Q — Desmond Llewelyn
- Felix Leiter — Norman Burton
- Ernst Stavro Blofeld — Charles Gray
- Tiffany Case — Jill St. John
- Willard Whyte — Jimmy Dean
- Mr. Wint — Bruce Glover
- Mr. Kidd — Putter Smith
- Plenty O'Toole— Lana Wood
- Bert Saxby — Bruce Cabot
- Sir Donald Munger — Laurence Naismith

## Soundtrack
Sedmý soundtrack napsaný Johnem Barryem a druhá píseň zpěvačky Shirley Bassey. Producent Harry Saltzman však tuto píseň nenáviděl, díky co-producentovi Albertu Broccoli zůstala ve filmu.

## Ocenění
- Oscar: 1 nominace (zvuk)